# Pristaulacus rohweri
Pristaulacus rohweri är en stekelart som beskrevs av Charles Thomas Brues 1910. Pristaulacus rohweri ingår i släktet Pristaulacus och familjen vedlarvsteklar. Inga underarter finns listade i Catalogue of Life.